# Canaan (condado de Litchfield)
Canaan es un lugar designado por el censo ubicado en el condado de Litchfield en el estado estadounidense de Connecticut. En el año 2010 tenía una población de 1,212 habitantes.

## Geografía
Canaan se encuentra ubicado en las coordenadas 42°2′5″N 73°19′57″O / 42.03472, -73.33250.